# Cheque de recompensa Knuth

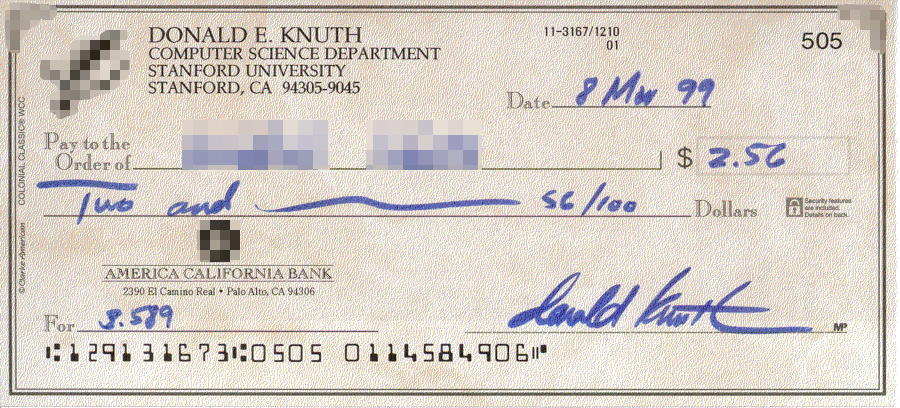
Uma dos cheques de recompensa criados por Donald Knuth, com o nome e os detalhes do design do destinatário censurados para impedir falsificações

Os cheques de recompensa Knuth são cheques ou certificados similares concedidos pelo cientista da computação Donald Knuth por encontrar erros técnicos, tipográficos ou históricos ou por fazer sugestões substanciais para suas publicações. A MIT Technology Review descreve os cheques como "entre os troféus mais premiados do mundo dos computadores".

## História

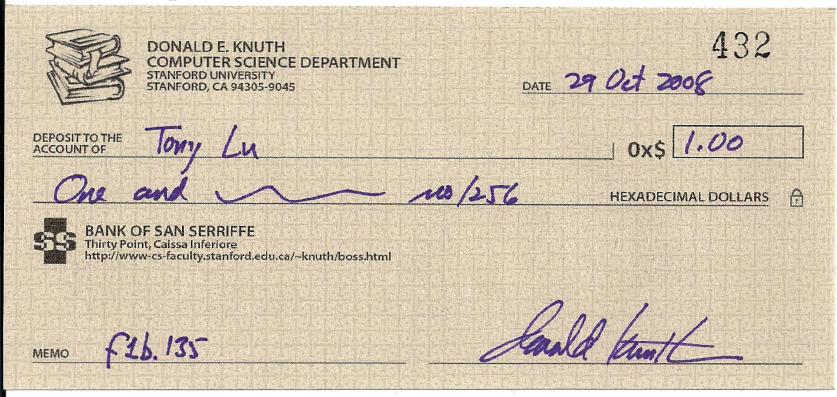
Cheque de recompensa do Bank of San Serriffe

Inicialmente, Knuth enviou cheques negociáveis e reais aos destinatários. Ele parou de fazê-lo em outubro de 2008 devido a problemas com fraudes em cheques. Como substituto, ele criou seu próprio "Bank of San Serriffe", na nação fictícia de San Serriffe, que mantém uma conta para todos que encontraram um erro desde 2006. Knuth agora envia "certificados hexadecimais" em vez de cheques negociáveis.
Até outubro de 2001, Knuth relatava ter escrito mais de 2000 cheques, com o valor médio excedendo 8 dólares por cheque. Em março de 2005, o valor total dos cheques ultrapassava $20,000. Poucos dos cheques foram realmente compensados em dinheiro, sendo a maioria mantida como troféu.

## Montante
No prefácio de cada um de seus livros e em seu site, Knuth oferece uma recompensa de US $ 2,56 (USD) à primeira pessoa a encontrar cada erro em seus livros publicados, seja ele técnico, tipográfico ou histórico. Knuth explica que US $ 2,56, ou 256 centavos, corresponde a um dólar hexadecimal. "Sugestões valiosas" valem 32 centavos, ou cerca de  dos erros no livro (dólares 0,2 hexadecimais ou 20 centavos hexadecimais). Nos seus livros anteriores, uma recompensa menor era oferecida. Por exemplo, a 2ª edição de The Art of Computer Programming, Volume 1, ofereceu US $ 2,00.
A recompensa pelos erros de codificação encontrados nos programas TeX e Metafont de Knuth (diferentemente dos erros nos livros de Knuth) seguiu um esquema audacioso inspirado na história do trigo e do tabuleiro de xadrez. Começou em US $ 2,56, e dobrou a cada ano, até atingir US $ 327,68. Os destinatários dessa recompensa incluem Chris Thompson (Cambridge), Bogusław L. Jackowski (Gdańsk), e também Peter Breitenlohner em 20 de março de 1995.
O campo de nota de cada cheque identifica o número do livro e da página. 1.23 indica um erro na página 23 do Volume 1. (1.23) indica uma sugestão valiosa nessa página. O símbolo Θ indica o livro Coisas que um cientista da computação raramente fala, KLR denota o livro Mathematics Writing (de Knuth, Larrabee e Roberts), GKP e CM denotam o livro Concrete Mathematics (de Graham, Knuth e Patashnik), f1 denota fascículo 1, CMT indica o livro Computer Modern Typefaces, DT indica o livro Digital Typography, SN indica Surreal Numbers, CWEB indica o livro O Sistema CWEB de Documentação Estruturada, DA indica o livro Documentos Selecionados sobre Design de Algoritmos, FG indica o livro Selected Artigos sobre Diversão e Jogos, e MM denota o livro MMIXware - Um Computador RISC para o Terceiro Milênio .

## Atrasos
Knuth geralmente não consegue responder imediatamente quando um leitor encontra um erro em um de seus livros ou programas. Em alguns casos, o atraso foi de vários anos. Por exemplo, em 1 de julho de 1996, Knuth enviou mais de 250 cartas, 125 das quais continham cheques, por erros relatados desde o verão de 1981 em relação ao livro The Art of Computer Programming. Quando Knuth não é capaz de responder imediatamente, ele acrescenta 5% de juros, compostos continuamente, à recompensa.